# Tacht-e Suleiman
Koordinaten: 36° 36′ 14″ N, 47° 14′ 6″ O
Der Tacht-e Suleiman (persisch تخت سلیمان, DMG taḫt-e Suleymān, ‚Thron des Salomo‘, von persisch-arabisch تخت, DMG taḫt ‚Thron‘), auch Takht-e Sulayman usw., ist ein Gebäudekomplex in Iran, bestehend aus dem Palast Qasr-i Abu Nasr, dem Feuertempel mit Peribolos und Befestigungsanlagen aus der späten Sassanidenzeit (etwa 420–640), der im 13. Jahrhundert für eine Palastanlage überbaut wurde. Er liegt auf einem Travertinhügel in 2200 m Höhe, 250 km im südöstlichen Schahrestan (Distrikt) Takab der nordwestiranischen Provinz West-Aserbaidschan in der Nähe der Stadt Zandschan. Seit 2003 gehört der Tacht-e Suleiman zum UNESCO-Weltkulturerbe. 3 km entfernt liegen der Sinterkalkkegel Zendan-i Suleiman (Gefängnis Salomos) mit einer Siedlung und einem Heiligtum, sowie der Tumulus Tepe Madjid. Die Anlage ist durch eine etwa 1100 m lange Mauer umgeben.

## Lage

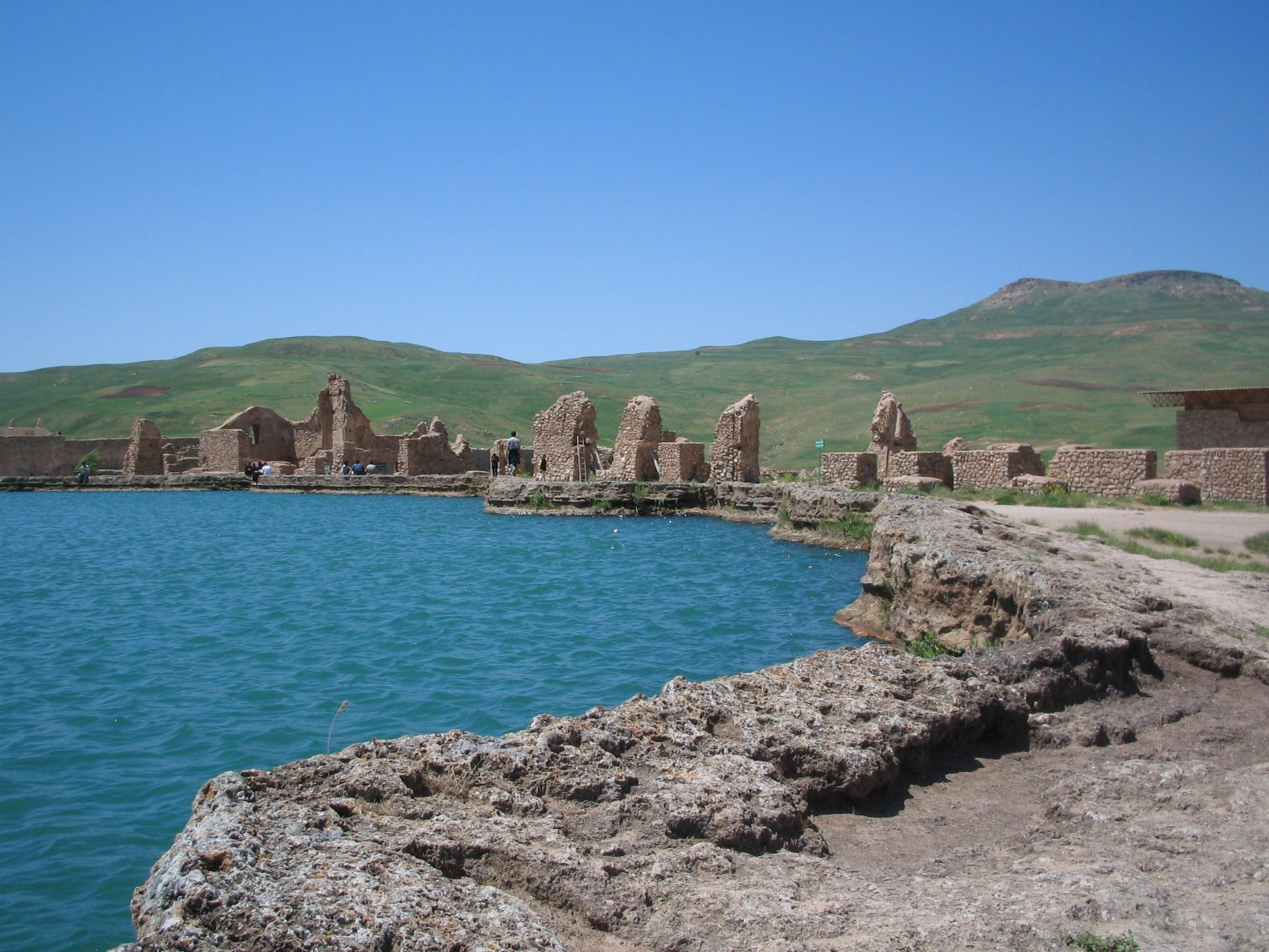
Thron des Salomon

Der Tacht-e Suleiman liegt in einem Talgebiet, wo sich zwei unterschiedliche Faltungszonen des iranischen Hochlandes begegnen. Bis heute stellt hier eine Anreihung von warmen Quellen kalkhaltigen Wassers einen Rest des früheren Vulkanismus dar. Wo diese Quellen mit Gasen angereichert sind, bilden die Quelltöpfe an ihren Rändern Kalkablagerungen.
Die Tempelanlage wurde um einen etwa 100 m durchmessenden Quellsee herum errichtet, in dem calciumbicarbonathaltiges Wasser mit einer konstanten Temperatur von etwa 21 Grad aufsteigt. Am Rande des Sees versintert der im Wasser enthaltene Kalk und hat so einen Hügel entstehen lassen, der sich etwa 50 m über die Umgebung erhebt. Mehrere im Laufe der Jahrhunderte angelegte Abflussrinnen haben verhindert, dass der Seerand höher anstieg, dafür aber eine Verbreiterung des Travertinhügels bewirkt.

## Geschichte
Die ältesten nachgewiesenen Siedlungsspuren stammen aus der achämenidischen Zeit. Eine größere Bebauung ist seit den Sassaniden nachweisbar.
Im 5. Jahrhundert wurde hier eine große Tempelanlage aus ungebrannten Ziegeln mit einer zinnenbewehrten Umfassungsmauer errichtet. Im 6. Jahrhundert wurde die Anlage in Werkstein überbaut und das zoroastrische Feuerheiligtum Adur-i Guschnasp (persisch آذرگشسپ, DMG Āzar-e gušasp „Feuer des Hengstes“) hierher verlegt. Mit dieser Verlegung des zentralen Reichsfeuertempels scheint auch der Ortsname Djiz hierher übertragen worden zu sein. Der Palast diente den sassanidischen Großkönigen bei ihren Aufenthalten vor Ort. Spätestens seit Bahram V. kamen die sassanidischen Perserkönige nach ihrer Thronbesteigung und vor größeren Feldzügen hierher, um religiösen Zeremonien beizuwohnen.
Der oströmische Kaiser Herakleios scheint die Anlage in den 620er Jahren zerstört zu haben.
Nach dem Ende des Sassanidenreiches konnte der Feuerkult noch bis ins 10. Jahrhundert fortgeführt werden, aber Teile der Anlage wurden bereits von einer muslimischen Siedlung benutzt.
Im 13. Jahrhundert ließ der Ilchan Abaqa Chan alle Bewohner umsiedeln und auf den Resten der sassanidischen Tempelanlage einen Jagdpalast errichten. Dabei wurden erhaltene Teile der alten Anlage einbezogen. In dieser Periode wurde der Ort Saturiq/Soqurluq genannt.
Seit dem 14. Jahrhundert verfielen die vorherigen Namen der Vergessenheit und es bürgerte sich vor allem die Bezeichnung „Tacht-e Soleiman“ ein; auch weitere Orte der Umgebung wurden nach der islamischen Salomoüberlieferung benannt: der Kegel des Zendan-i Soleiman, der benachbarte Gipfel im Nordosten „Kuh-e Bilqis“, das Massiv im Südwesten „Tavile-ye Soleiman“.

## Forschungsgeschichte
Eine erste ausführliche Beschreibung der Ruinen des Tacht-e Suleiman sowie des Zendan-i Soleiman wurde 1838 durch Henry Rawlinson verfasst.
1937 wurden dann erste Luftaufnahmen des Ortes angefertigt, denen dann eine Untersuchung durch Arthur U. Pope und seine Expedition im Auftrage des „American Institute for Iranian Art and Archaeology“ folgte.
Die Erforschungen der Eurasienabteilung des DAI wurden von Rudolf Naumann, Hans Henning von der Osten (1899–1960), Dietrich Huff, Wolfram Kleiss und Ulrich Harb in den Jahren 1959 bis 1966 und 1968 bis 1975 durchgeführt. Die umfangreiche Dokumentation der Ausgrabungen wird in der Eurasien-Abteilung des DAI in Berlin aufbewahrt.

## Feuerheiligtum auf dem Tacht-e Soleiman

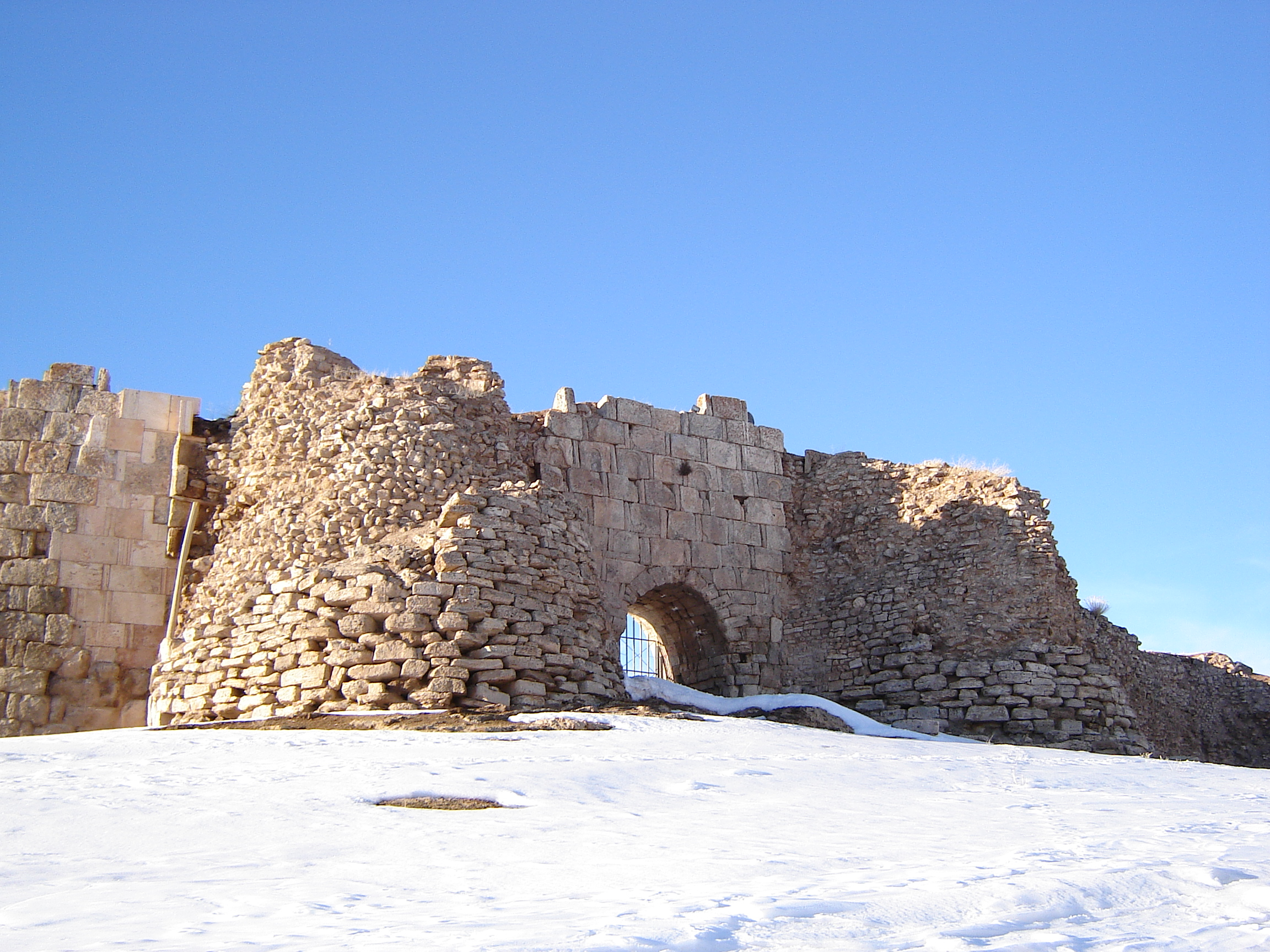
Das Tor
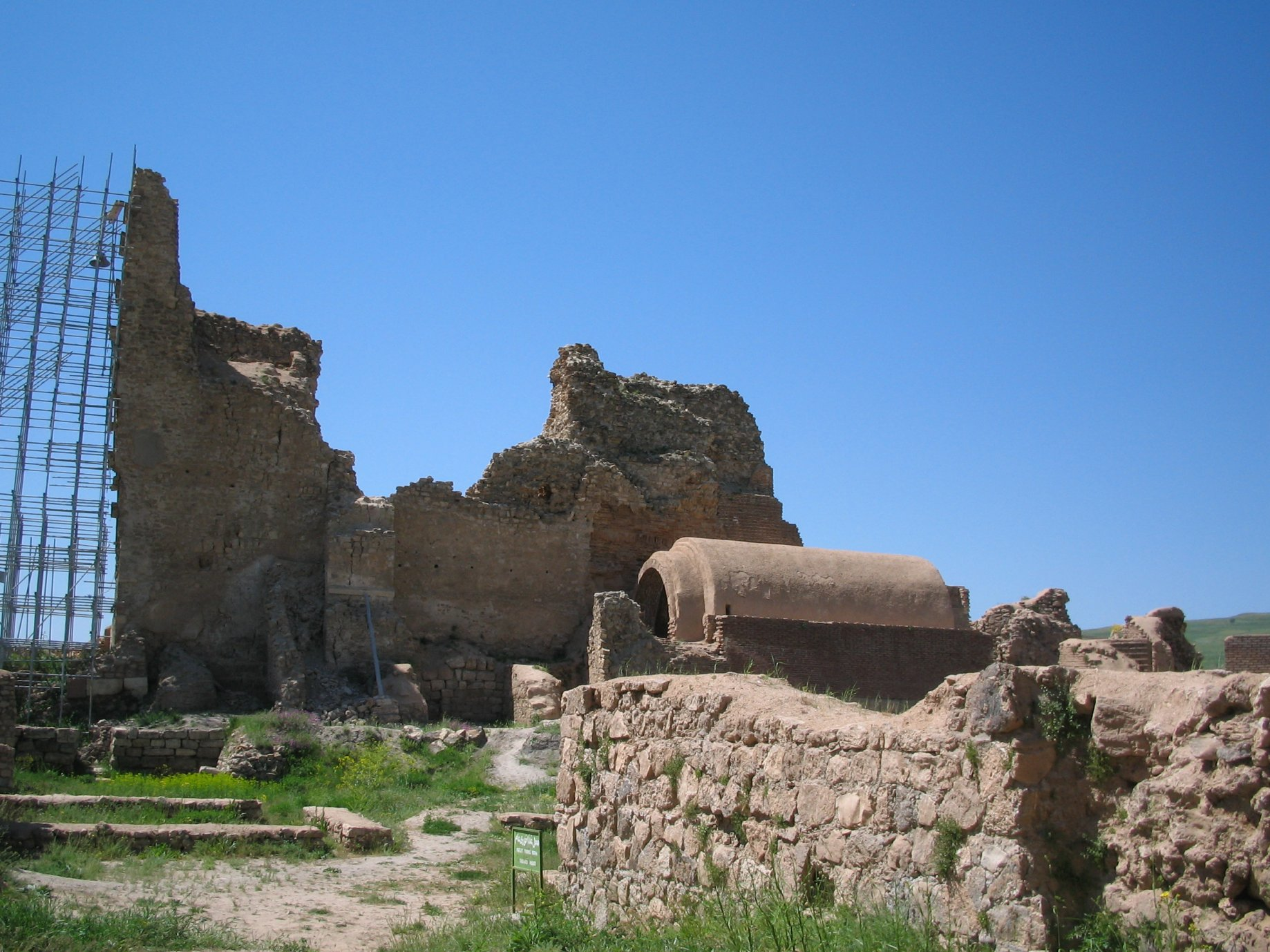
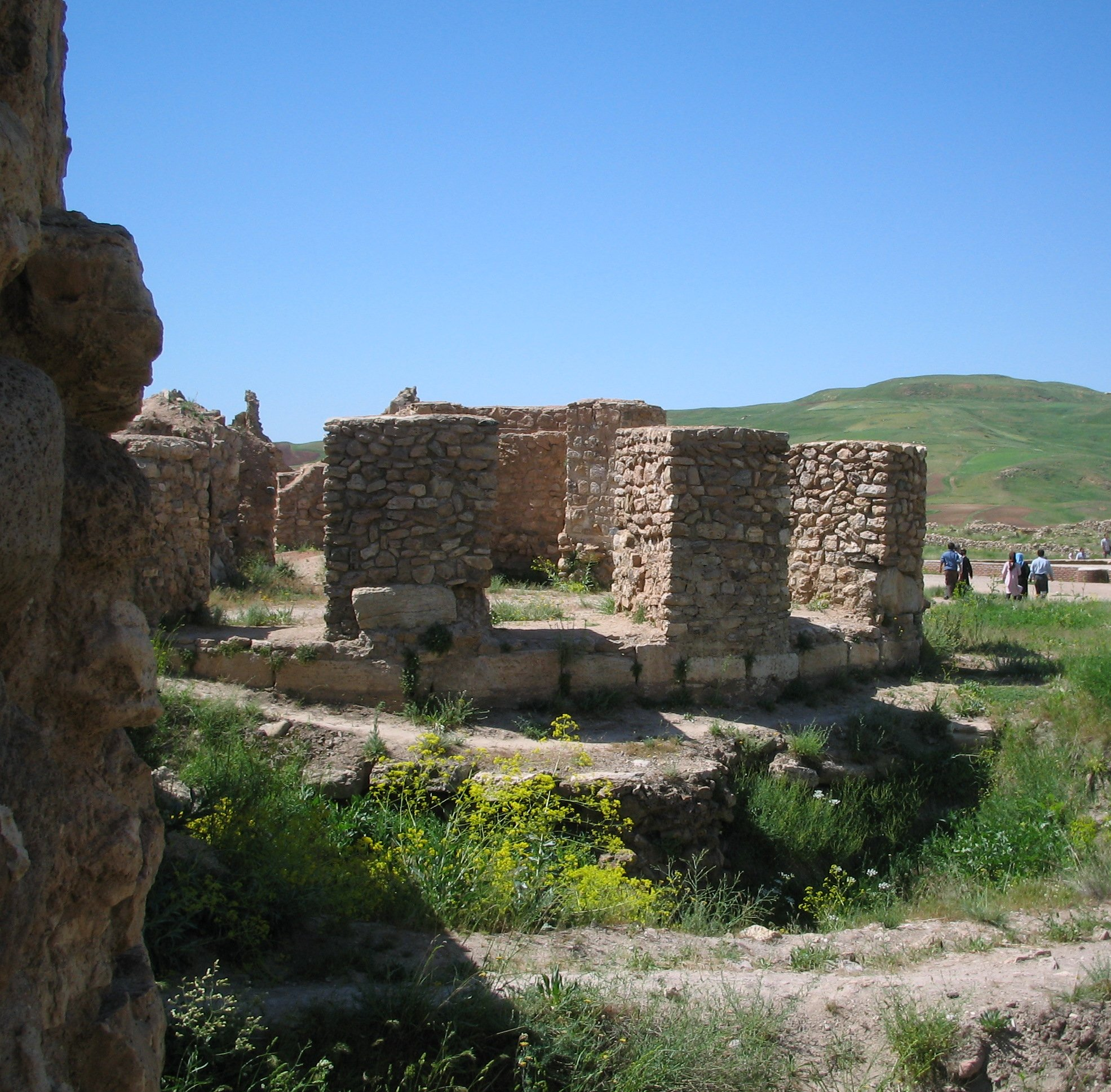
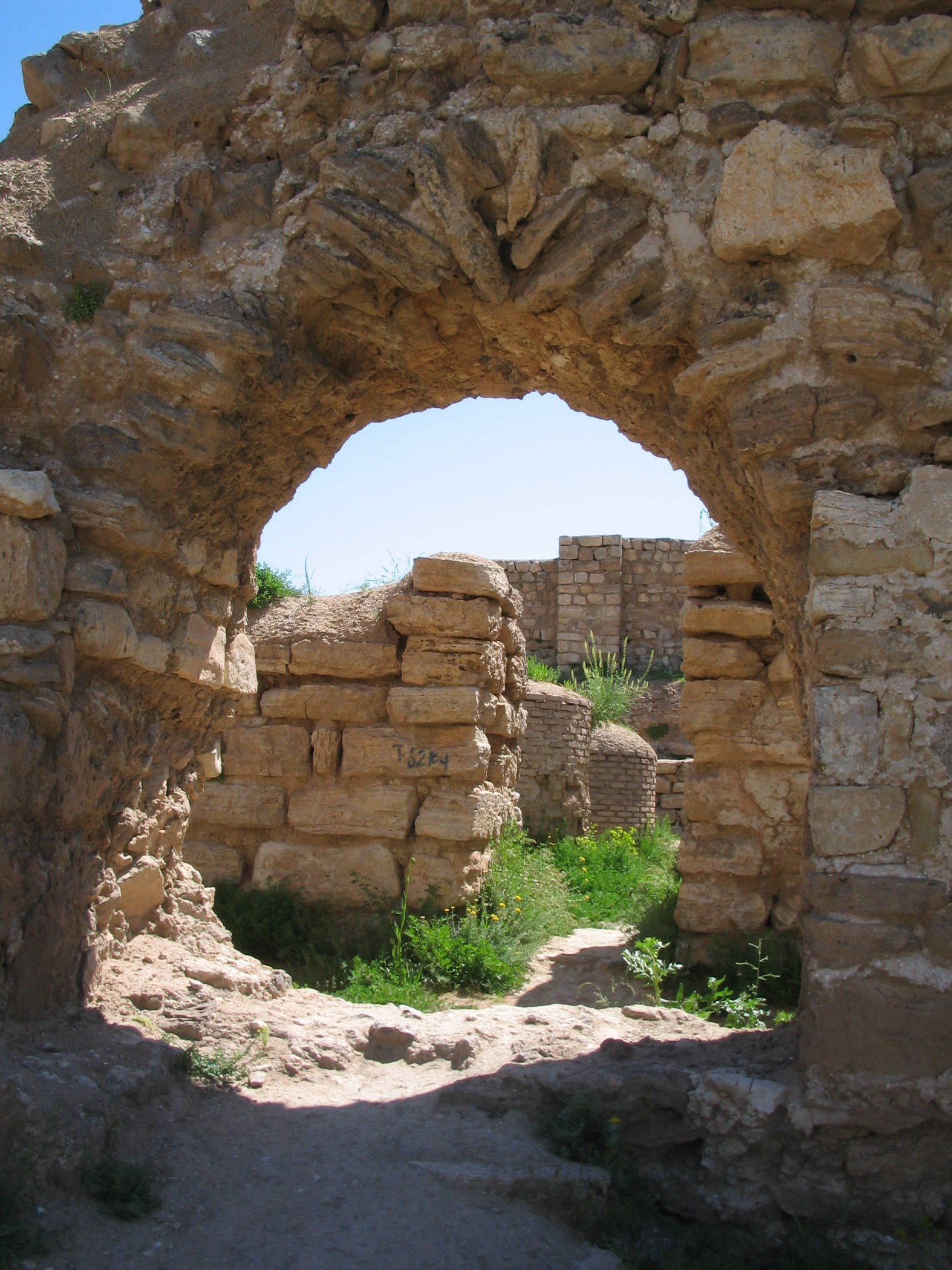
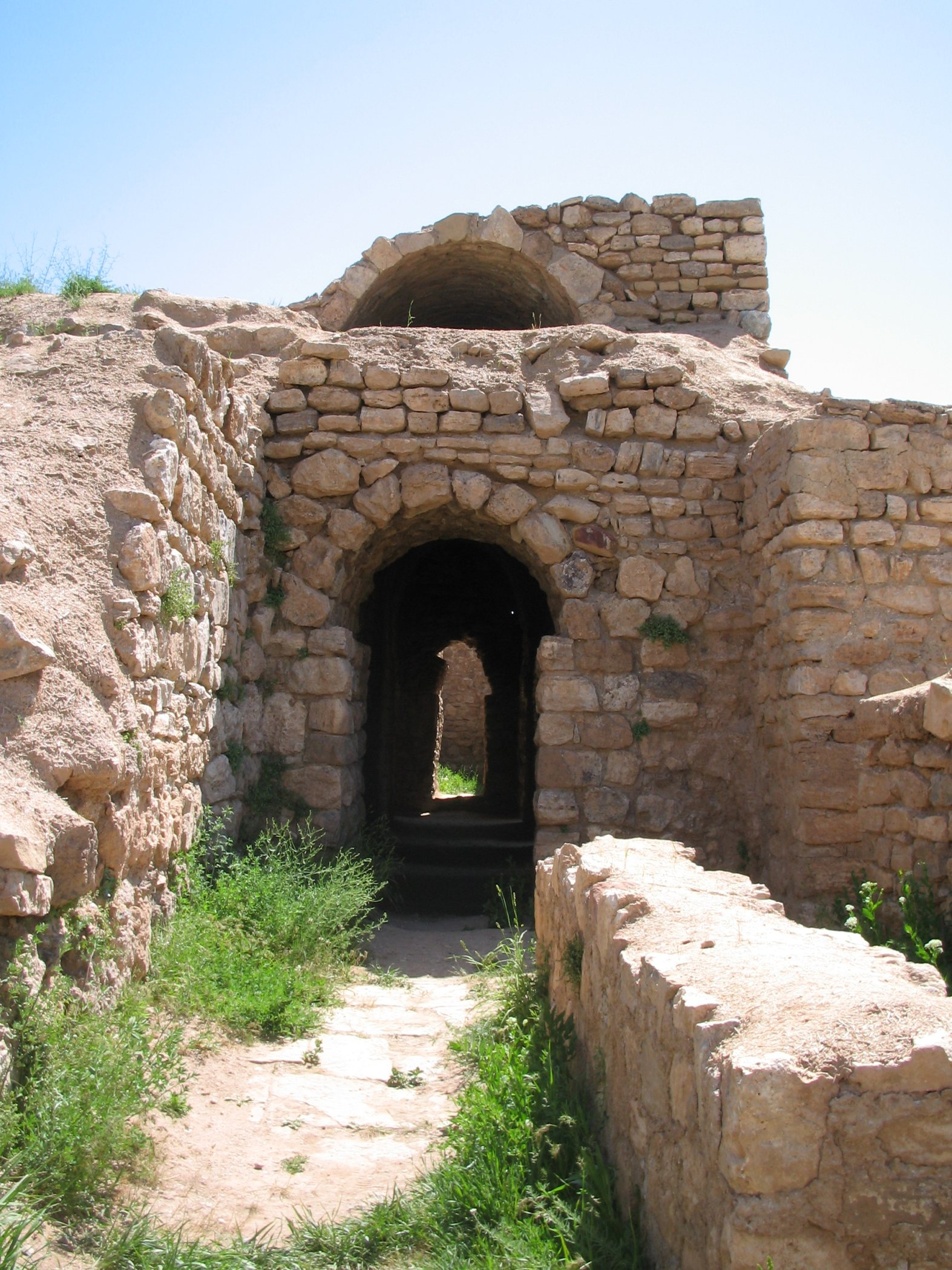
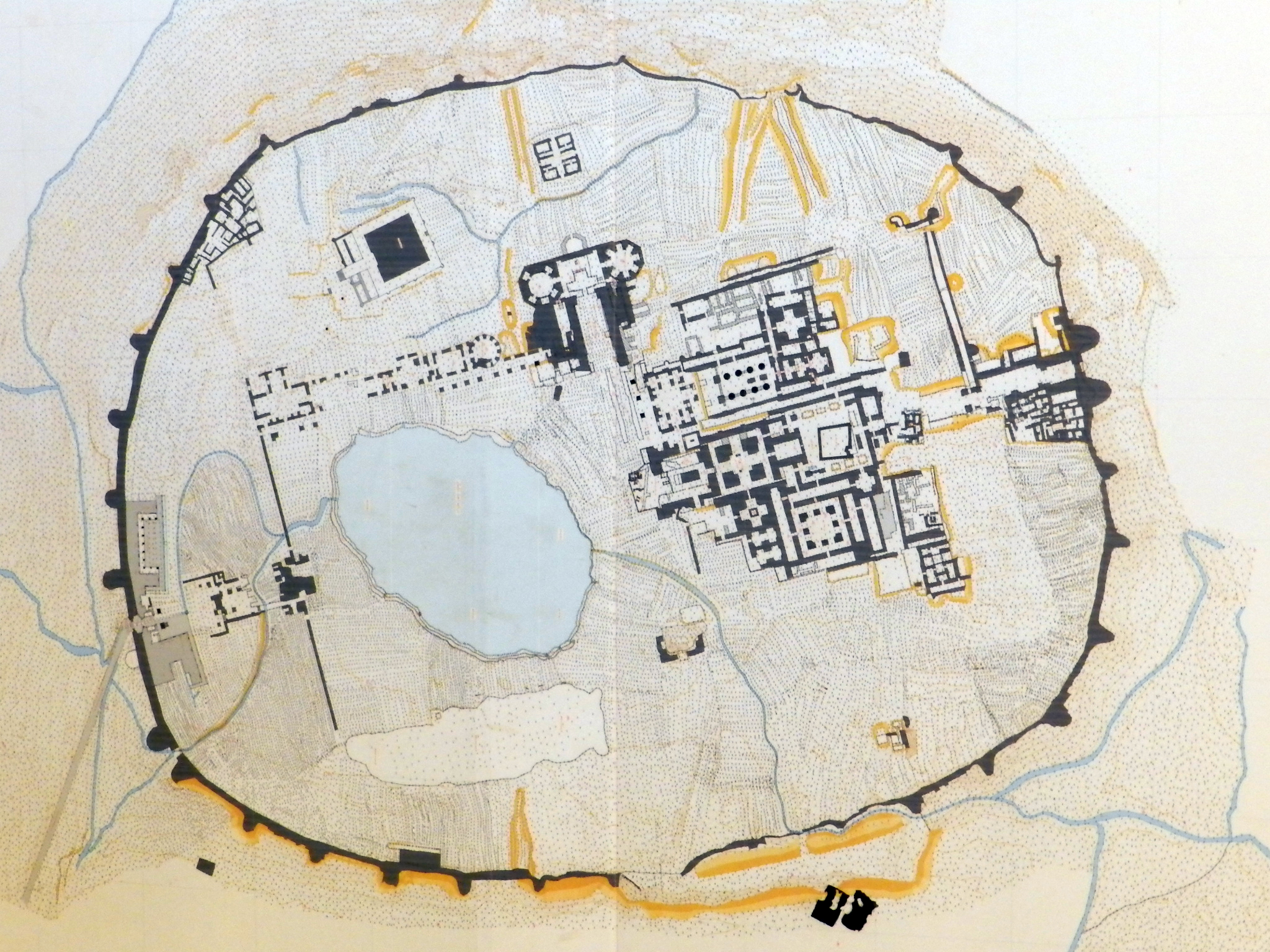
Plan